# کیمبرلی بروکس
کیمبرلی بروکس (به انگلیسی: Kimberly Brooks؛ زادهٔ ۲۹ ژوئیه ۱۹۸۱) یک صداپیشه اهل ایالات متحده آمریکا است.

## فیلم‌شناسی
- جیمی نوترون: پسر نابغه (۲۰۰۱)
- بتمن: معمای بت‌وومن (۲۰۰۳)
- جورج کنجکاو (۲۰۰۶)
- سوپرمن: دومزدی (۲۰۰۷)
- لیگ عدالت: جنگ (۲۰۱۴)
- زن شگفت‌انگیز: خطوط خون (۲۰۱۹)
- جاسوسان نامحسوس (۲۰۱۹)

### تلویزیون
- تایتان‌های نوجوان (۲۰۰۵)
- دنی فانتوم (۲۰۰۶-۲۰۰۵)
- تئوری بیگ بنگ (۲۰۱۷-۲۰۰۷)
- فینیس و فرب (۲۰۱۰)
- آبشار جاذبه (۲۰۱۲)
- تایتان‌های نوجوان به پیش (۲۰۲۱-۲۰۲۰)
- سیمپسون‌ها (۲۰۲۱)